# Kfz-Kennzeichen (Tunesien)

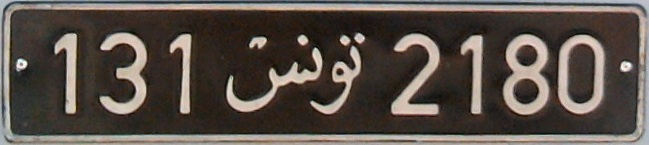
Kfz-Kennzeichen aus Tunesien

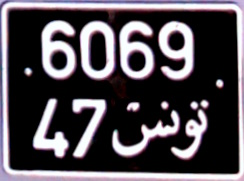
Zweizeiliges Kennzeichen

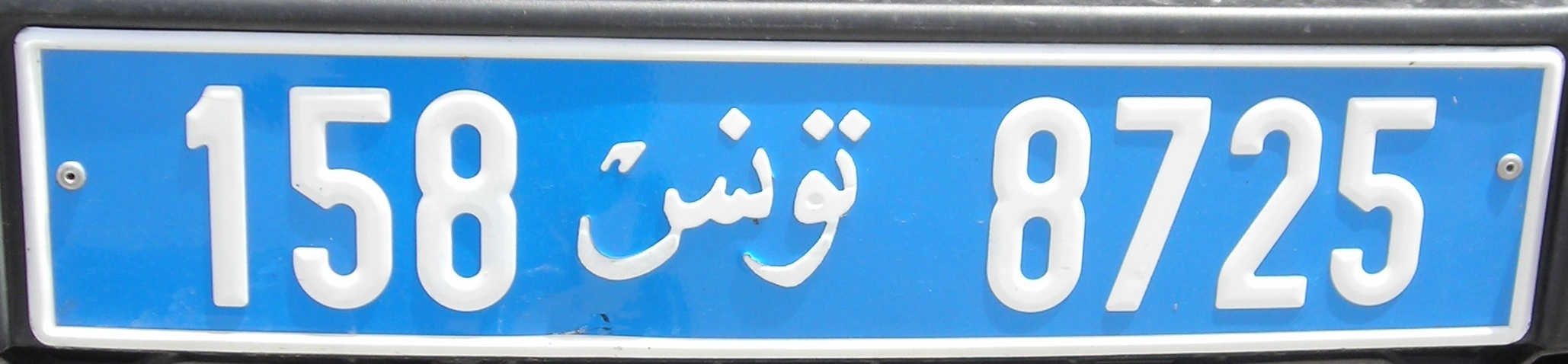
Kennzeichen für Mietwagen

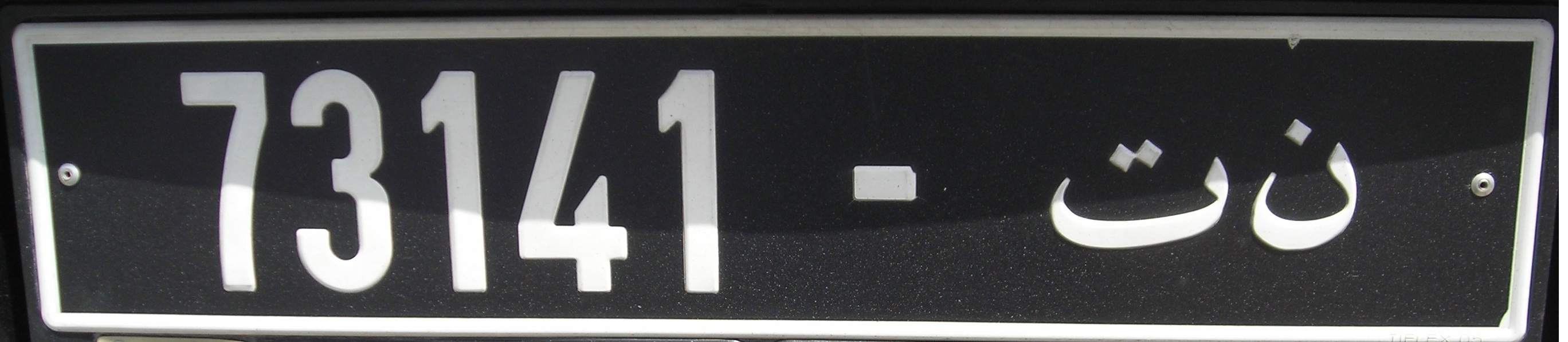
Kennzeichen für Ausländer seit 2002

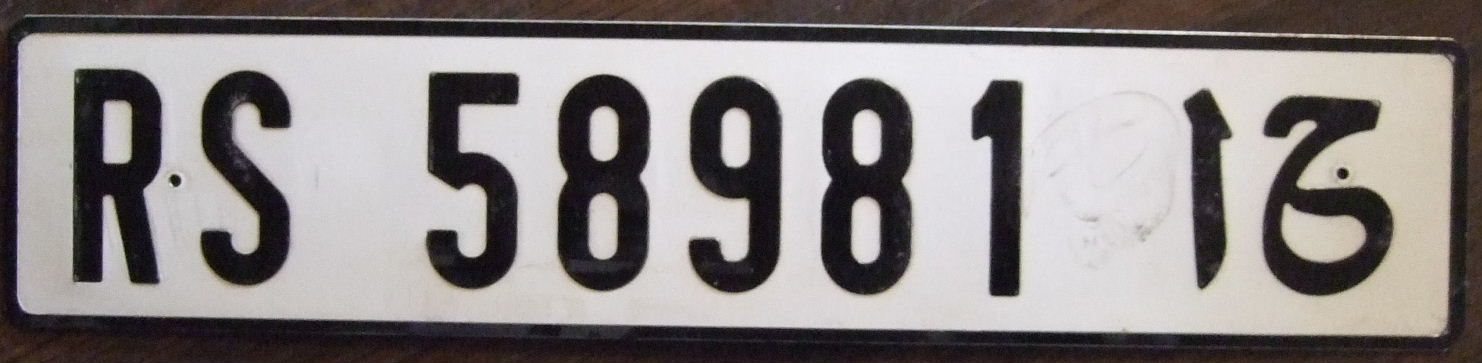
Kennzeichen für Ausländer bis 2002

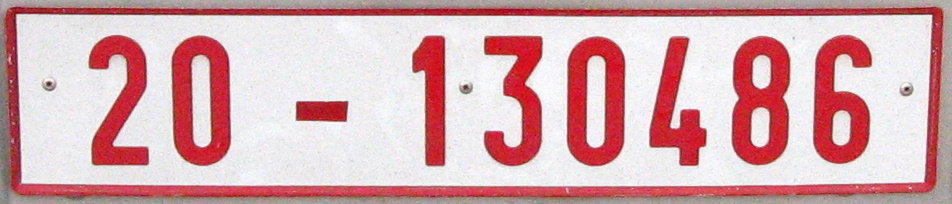
Behördenkennzeichen

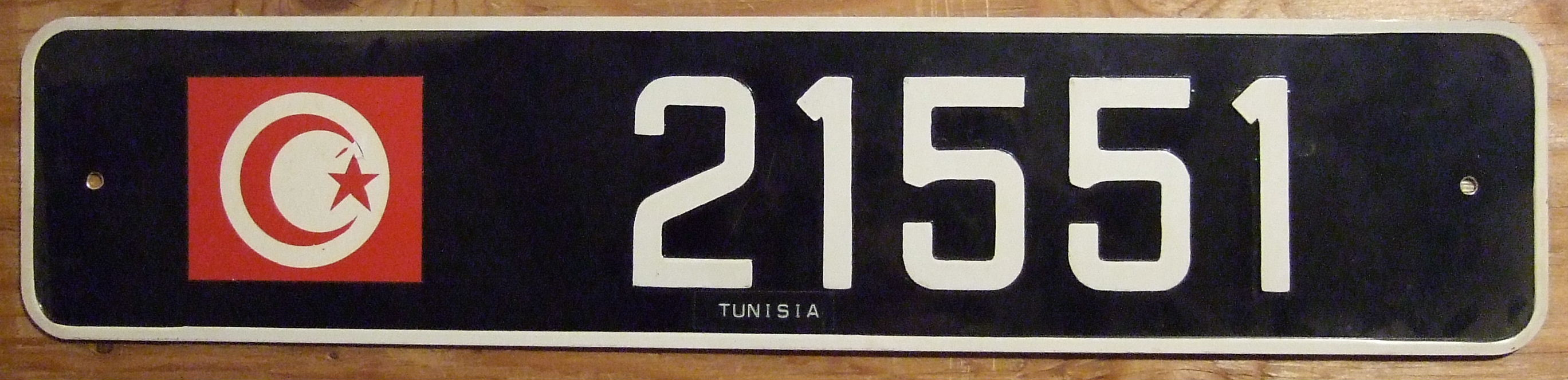
Militärkennzeichen

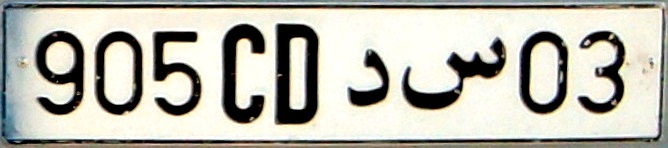
Diplomatenkennzeichen für das diplomatische Corps

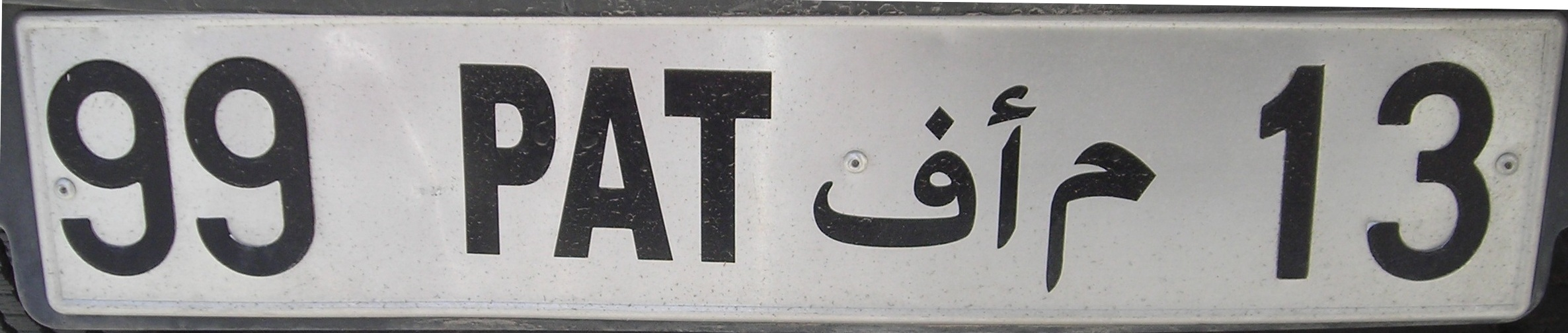
Diplomatenkennzeichen für anderweitiges Personal

Tunesische Kfz-Kennzeichen orientieren sich in ihren Abmessungen in der Regel am europäischen Standardmaß von 110 mm × 520 mm. Reguläre Nummernschilder zeigen weiße oder silberfarbene Schrift auf schwarzem Hintergrund und erinnern somit an die alten Kennzeichen der ehemaligen Kolonialmacht Frankreich. Die gewöhnlichen Schilder beginnen mit einer zwei- oder dreistelligen Serienzahl gefolgt vom Landesnamen in arabisch تونس. Das Schild endet auf eine maximal vierstellige Zahl. Sind alle 9999 Kombinationen einer Serie aufgebraucht, wird die Serienzahl um 1 erweitert. Auf „73 9999“ folgt also die Kombination „74 1“. Die Herkunft des Fahrzeuges lässt sich anhand des Kennzeichens nicht ableiten, wogegen das Fahrzeugalter aufgrund der Vergabepraxis eingrenzbar wird. Mitte Juni 2013 wurde die Serienzahl 166 erreicht.
Nummernschilder für Mietwagen heben sich von gewöhnlichen Kennzeichen nur durch die blaue Hintergrundfarbe ab.
Für weitere Fahrzeuggruppen existieren Kennzeichen nach dem Muster „1234 AB“, wobei die beiden Buchstaben die Fahrzeugart kodieren.
| arab. Kürzel | Bedeutung                  |
| ------------ | -------------------------- |
| ج ف          | Traktoren                  |
| ع م          | Anhänger                   |
| ا ف          | landwirtschaftliche Geräte |
| م خ          | Sonderfahrzeuge            |
| د ن          | Motorräder                 |
| ن ت          | Ausländer                  |

Für Ausländer, die vorübergehend in Tunesien leben, wurden bis 2002 spezielle Kennzeichen mit schwarzen Lettern auf einem weißen Hintergrund ausgegeben. Sie zeigten die Buchstaben „RS“ für französisch Residence Secondaire. Es folgten maximal sechs Ziffern, bevor die beiden Buchstaben in Arabisch wiederholt wurden (arabisch ن ت).
Behördliche Kennzeichen besitzen rote Schrift auf weißem Grund. Zunächst gibt eine zweistellige Zahl die entsprechende Behörde an. Es folgt eine fortlaufende Nummer.
| Zahl | Verwendung                                    |
| ---- | --------------------------------------------- |
| 01   | Premierminister                               |
| 02   | Innenministerium                              |
| 03   | Justizministerium                             |
| 08   | Finanzministerium                             |
| 09   | Industrieministerium                          |
| 11   | Landwirtschaftsministerium                    |
| 13   | Ministerium für Verkehr und öffentl. Arbeiten |
| 15   | Transportministerium                          |
| 16   | Tourismusministerium                          |
| 17   | Telekommunikationsministerium                 |
| 18   | Ministerium für Hochschulwesen                |
| 20   | Ministerium für öffentliche Gesundheit        |

Kennzeichen der tunesischen Streitkräfte tragen ebenfalls weiße Schrift auf schwarzem Hintergrund. Sie zeigen am linken Rand die tunesische Nationalflagge oder ein Symbol der tunesischen Armee. Es folgt eine Ziffernkombination.
Diplomatenkennzeichen besitzen schwarze Schrift auf weißem Grund. Sie zeigen zunächst eine Zahl, die das Herkunftsland verschlüsselt. Es folgt eine Buchstabenkombination in lateinischer und arabischer Schrift, die Auskunft über den Status des Fahrzeugs gibt. Am Ende erscheint eine fortlaufende Nummer.

Es werden die folgenden Kombinationen genutzt:
| lat. Kürzel | arab. Kürzel | Bedeutung                            | Übersetzung                                 |
| ----------- | ------------ | ------------------------------------ | ------------------------------------------- |
| CC          | س ق          | corps consulaire                     | Konsularisches Korps                        |
| CD          | س د          | corps diplomatique                   | Diplomatisches Korps                        |
| CMD         | ر ب د        | chef de mission diplomatique         | Höchster Vertreter des diplomatischen Corps |
| MC          | ث ق          | mission consulaire                   | Konsularische Mission                       |
| MD          | ب د          | mission diplomatique                 | Diplomatische Mission                       |
| PAT         | م ا ف        | personnel administratif et technique | Technisches und administratives Personal    |